# خانية خوي
خانية خوي أو خانات خوي (والمعروفة أيضًا باسم إمارة دونبولي) كانت خانية كردية وراثية حول خوي وسلماس في إيران تحكمها قبيلة دونبولي من عام 1210 حتى عام 1799، وكانت تحت حماية الدول الإيرانية الأخرى. وُصفت الخانات بأنها الخانات الأقوى في المنطقة خلال النصف الثاني من القرن الثامن عشر. كان الدين الرسمي لهذه الإمارة في الأصل هو الإيزيدية،  حتى تحول بعض الحكام في النهاية إلى الإسلام. يعود أصل الإمارة إلى عهد الأسرة الأيوبية وحُلت في النهاية في عام 1799 على يد عباس ميرزا القاجاري، مع التوسع الروسي في القوقاز. خلال هذه الفترة، تراوح وضع الإمارة بين الحكم الذاتي والاستقلال.

## التاريخ

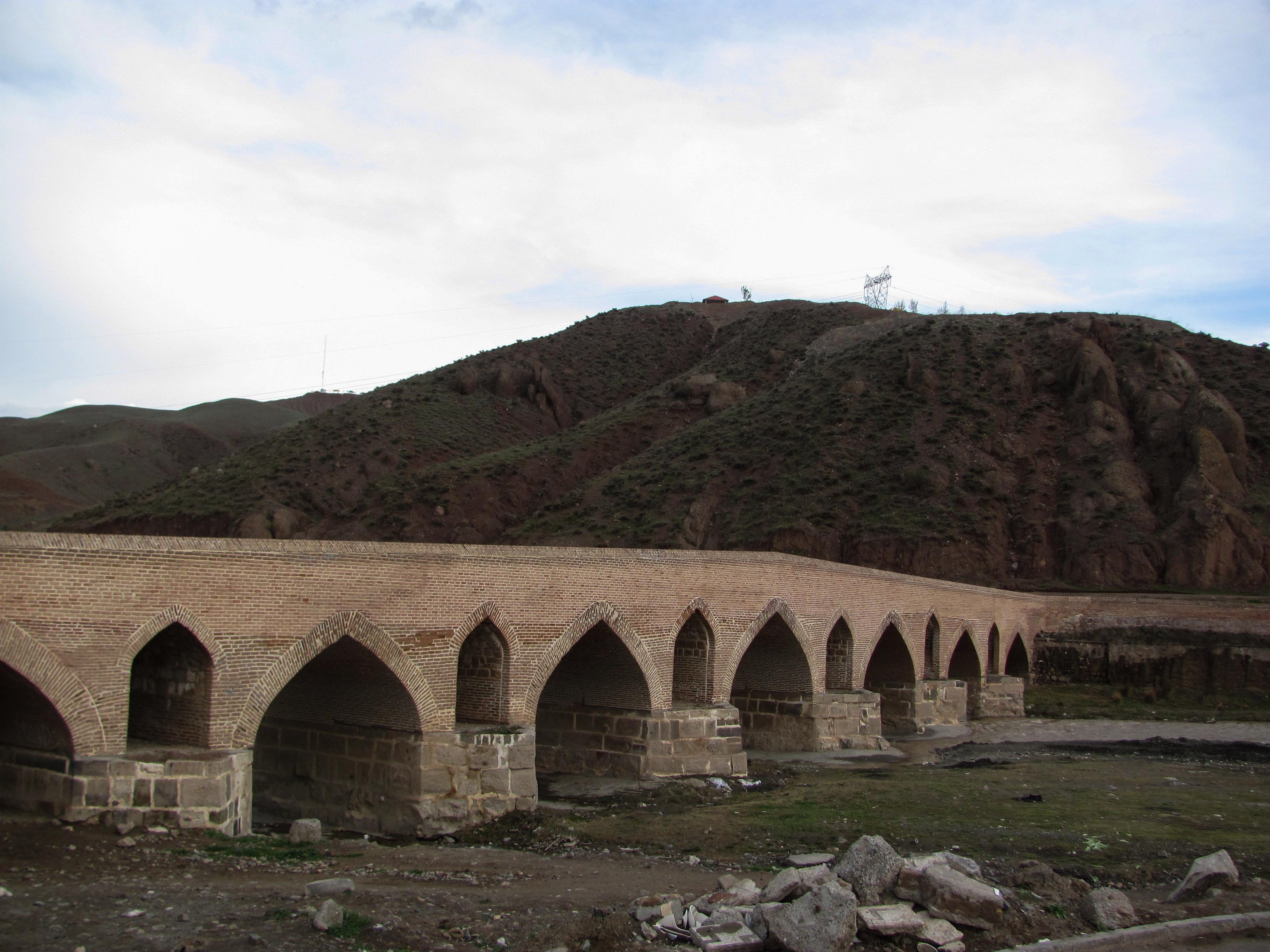
بُني جسر خاتون جنوب خوي على يد أحمد خان دومبولي في حوالي عام 1756-1786.

### الأصول في عهد الصفويين
كانت الإمارة في عهد الأمير إبراهيم دونبولي (توفي عام 1320) تتمتع بعلاقات جيدة مع غازان حاكم الإيلخانات، ويُعتقد أنه أنقذ الإيلخانات من الدمار. ومع ذلك، فإن خليفة إبراهيم دونبولي، جمشيد دونبولي (توفي عام 1341)، مات وهو يقاتل ضد المغول. أنهى خليفة الأمير بهلول الدنبولي (ت. 1359) الحروب مع المغول. توفي بعد ذلك في هكاري.
وكان زعيم قبيلة الدونبولي قبل فتح المنطقة على يد آق قويونلو هو عيسى بك. تحت إدارة آق قويونلو، قام الشيخ أحمد بك، وهو من نسل عيسى بك، بغزو الأراضي المحيطة بهكاري . عندما استولى الصفويون على المنطقة، تم اختيار حاجي بيك، حفيد الشيخ أحمد بيك، حاكماً لمدينة سوكمان آباد التي كانت تضم الآن مدينة خوي (قام شاه طهماسب بدمج مدينة خوي ومدينة سوكمان آباد في منطقة واحدة). كما تم تكليف حاجي بيك بالدفاع عن الحدود الصفوية في وان قبل أن يتم اغتياله في عام 1548 على يد حاكم وان. أدى هذا الحدث إلى تفاقم العلاقات بين الإمارة والشاه طهماسب الأول الذي أرسل قوة لإخضاع الأكراد وقُتل 400 من أعضاء الدونبولي على يد القيزلباش . فرت القبيلة بعد ذلك إلى الإمبراطورية العثمانية حيث اتحدوا تحت قيادة منصور بك، ابن شقيق حاجي بك.  قُتل حوالي 400 من أعضاء الدونبولي وارتكب القيزلباش المجازر. وكان الخوف من تنامي نفوذ الدونبولي في كردستان سبباً آخر للمذبحة.  فر ابن أخ حاجي بيك إلى قطور (التي كانت آنذاك جزءًا من الإمبراطورية العثمانية ) حيث جمع بقايا القبيلة.  
وفي الفترة اللاحقة من أواخر القرن السادس عشر إلى أوائل القرن السابع عشر، لم تكن خوي تحت حكم الدونبولي. ومع ذلك، بحلول بداية القرن السابع عشر، غيرت الإمارة ولاءها مرة أخرى وانضمت إلى الصفويين وتم تعيين الدونبولي جمشيد سلطان رئيسًا لبلدية مرند بعد استعادة الصفويين لتبريز في عام 1603. وكان من بين التعيينات الأخرى في دونبولي سلمان سلطان الذي حصل على ولاية سلماس وخوري ، ومقصود سلطان الذي حصل على باركوسات.  عادت مدينة خوي إلى الدونبوليس بحلول عشرينيات القرن السابع عشر، حيث ورد في وثيقة من عام 1628 أن حاكم خوي كان سلمان خان الدونبولي. وكان تقديم المساعدة العسكرية للشاه شرطاً لتسليم السلطة. وبعد ذلك، حكم أحفاد حاجي بيك خوي وراثيًا وبشكل مستمر تحت لقب خان حتى أوائل القرن التاسع عشر.  عندما عادت خوي إلى الدونبولي، كانت المدينة في حالة خراب بسبب الصراع العسكري مع العثمانيين، وكان عليها أن تتلقى مبلغًا معينًا من عائدات الضرائب المأخوذة من مقاطعتي شرور ودير ألكيس [الإنجليزية] "للأغذية". 

### الأفشاريون والزانديون
عندما استعاد نادر شاه على خوي من العثمانيين في عام 1737، دخلت قبيلة دونبولي بقيادة نجف قلي خان في خدمة الشاه ورافقته أيضًا في حملاته العسكرية إلى الهند وجورجيا وداغستان. في عامي 1743 و1744، اندلعت ثورة قوية في خوي والتي تلقت الدعم من الرعايا المحلة [الإنجليزية]، بسبب زيادة الضرائب التي فرضها نادر شاه. ومع ذلك، تم قمع أعمال الشغب في نهاية المطاف من قبل الشاه الذي أرسل القبائل البدوية من شيروان، وغنجة، ويريفان.

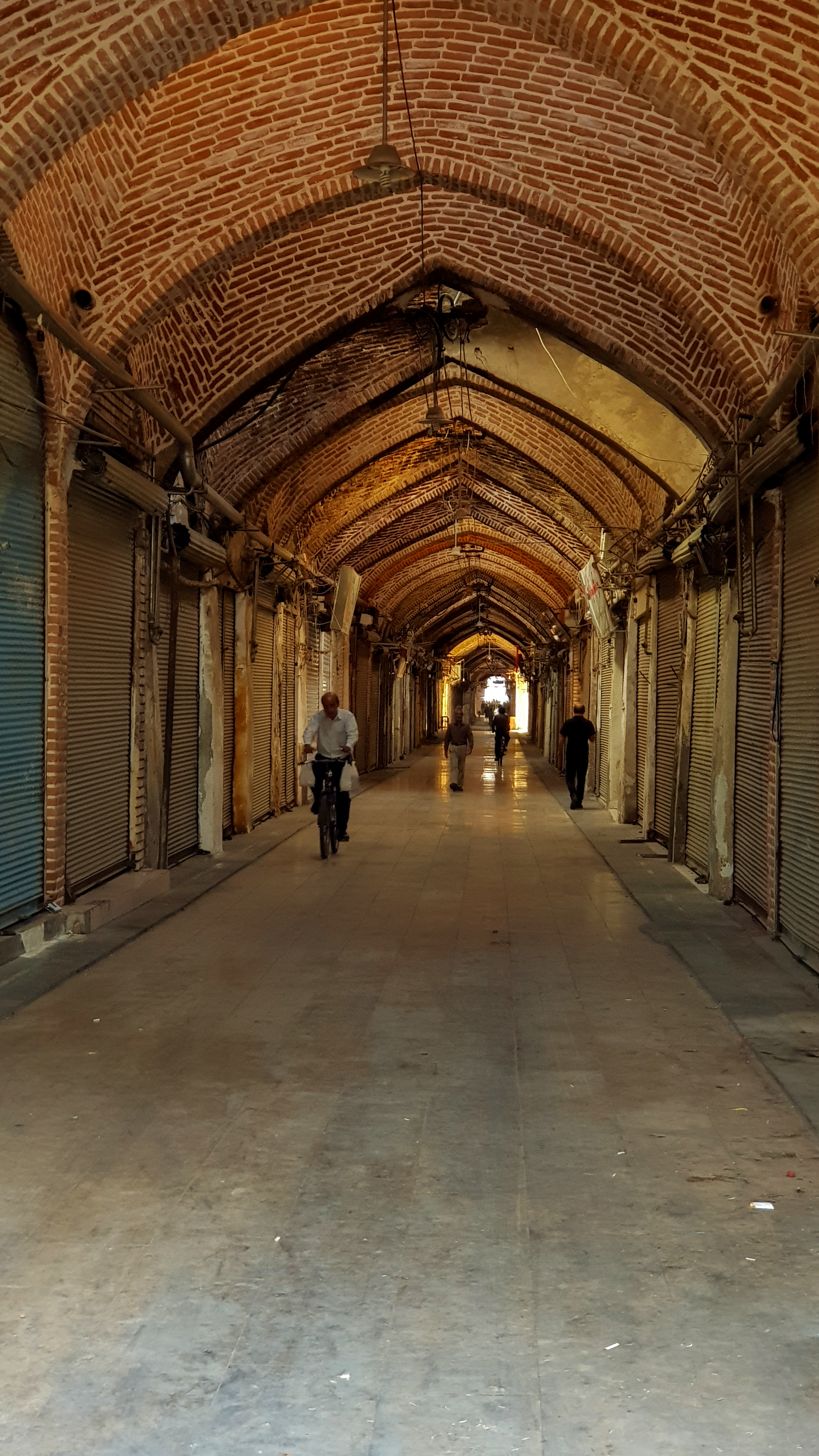
بُني سوق خوي القديم على يد أحمد خان دونبولي وكان بمثابة المركز التجاري الإقليمي خلال تلك الحقبة.

وبحسب الدبلوماسي البريطاني هارفورد جونز-بريدجيز [الإنجليزية]، الذي كان في إيران في أوائل القرن التاسع عشر، فإن حسين قلي دونبولي قاتل وهزم جيش الزند في عام 1787 بقيادة لطف علي خان بالقرب من شيراز ، وسجن وقتل حوالي 18 ألف جندي. ولكن قلعة شيراز لم تسقط، وعلي خان نفسه لم يصب بأذى. ويضيف جونز-بريدجيز أن آغا محمد خان قاجار كان يرغب في "تقليص أذربيجان" ولذلك أعطى حليفه حسين قولي دونبولي ملكية خانية تبريز في عام 1791.

### الانحدار والسقوط
في عام 1797 اغتيل آغا محمد خان قاجار. ونتيجة لذلك اندلعت الثورات في كافة أنحاء البلاد. وكان أحد هؤلاء المتمردين صادق خان شقاقي [الإنجليزية]، الذي ثار بجيش قوامه 15 ألف رجل. وتمكن من الاستيلاء على جزء كبير من أذربيجان وحاصر قزوين. ومع ذلك، هُزم لاحقًا في قزوين وطُرد من أذربيجان على يد الدونبولي. في ربيع عام 1798 ثار صادق خان شقاقي مرة أخرى وهاجم الدونبوليس (بسبب تعيين جعفر قولي خان دونبولي [الإنجليزية] حاكمًا لتبريز) لكنه قُبض عليه. ومع ذلك، تمكن لاحقًا من إقناع الأفشاريين في أرومية والدونبوليس بالتمرد. سمع فتح علي شاه قاجار الأخبار في شهر ذي القعدة سنة 1212 (أبريل-مايو 1798) وأصدر فرمانًا لثني النخبة في تبريز عن دعم التحالف. وفي النهاية، تحركت القوات الإيرانية إلى أذربيجان، واستولت على أرومية في 20 يونيو، وفي الأول من يوليو تحركت نحو سلماس وخوي وخلعت جعفر قلي خان. تم وضع حسين قلي دونبولي على العرش بدلاً من أخيه. بعد أن غادر فتح علي شاه إلى طهران في خريف عام 1798، حاول جعفر قلي خان استعادة العرش من أخيه لكنه رُد.
في ربيع عام 1799 توفي حسين قلي دونبولي لأسباب غير معروفة وتمت دعوة جعفر قلي خان للعودة وأصبح خان خوي الجديد. وطلب التأكيد من فتح علي شاه، لكن الشاهنشاه رفض وأرسل عباس ميرزا لهزيمة الدونبوليس. في يونيو 1799 دخل عباس تبريز وفي 17 سبتمبر هُزم الدونبوليس بالقرب من خوي، مما أدى فعليًا إلى إنهاء الخانية. تم تعيين محمود خان حاكمًا ولكن لم يمض وقت طويل بعد عزله وتم ضم الخانية.
هرب جعفر قلي خان دونبولي [الإنجليزية] إلى ماكو ومن ثم إلى الدولة العثمانية. وفي وقت لاحق، تحول إلى التحالف مع الإمبراطورية الروسية وحصل على خانية شاكي في عام 1806.  كان جعفر قولي خان قد شارك في حصار يريفان [الإنجليزية] عام 1804 على الجانب الروسي وحصل على خنجر كهدية وكان يسعى إلى نصبه في خوي.

## سلالة خانات خوي
- صهباز خان دنبولي الأول (سليل الحاج بك)، توفي عام 1731، خان خوي الأول
- نجف قلي خان الأول (ابنه)، ولد عام 1713، وتوفي عام 1785، وحكم من عام 1731 إلى عام 1785، ودخل في خدمة نادر شاه أفشار عام 1734 وأصبح قائد الفرسان، وشارك في حملة الهند ، ولقب بأمير الأمراء (حرفيًا "قائد القادة")، وكان حاكمًا عامًا لتبريز من عام 1742 إلى عام 1785، ثم حاكمًا لخوي عام 1769، ثم خان خوي الثاني.
- صاحباز خان دونبولي الثاني [الإنجليزية] (ابن أخيه)، †1773، 1744 انضم إلى عمه ودخل في خدمة نادر شاه أفشار، 1750 تحالف مع آزاد خان أفغان، 1757 تحالف مع محمد حسن خان قاجار (والد آغا محمد خان)، 1762 تحالف مع كريم خان زند ، 1747-1763 حاكم خوي وسلماس، الخان الثالث لخوي
- أحمد خان دنبولي [الإنجليزية] (شقيقه)، *1735، †1786، 1763–1786 حاكم خوي، خان خوي الرابع
- حسين قلي دونبولي [الإنجليزية] (ابنه)، *1756، †1798، 1786-1793 و1798-1799 حاكم خوي، 1791 تحالف مع آغا محمد خان وسلالته القاجارية ، أصبح حاكم تبريز وخوي وأردبيل، 1792 لقب أمير الأمراء ("القائد الأعلى") وبغلر بجي ("الحاكم العام") لأذربيجان، 1793 فقد حظوته ولكن أعيد تعيينه في عام 1798 من فتح علي شاه قاجار في جميع المناصب، الخان الخامس لخوي
- جعفر قولي خان دونبولي [الإنجليزية] (شقيقه)، †1814، 1793-1797 و1798-1799 حاكم خوي، هاجر عام 1800 إلى روسيا وأصبح حاكم شكي 1806-1814، خان خوي السادس. أصبح حفيده، فتح علي خان خويسكي، في عام 1918 أول رئيس وزراء لجمهورية أذربيجان الديمقراطية.
- محمد صادق خان (ابن حسين قولي خان)، أمير العمرة ، 1798–1813 حاكم أذربيجان، الخان السابع لخوي.[15]

## طالع أيضًا
- خانية تبريز
- دونبولي (قبيلة)
- فتح علي خان خويسكي
- رستم خان خويسكي [الإنجليزية]
- أمان الله خان ضياء السلطان [الإنجليزية]

## ملحوظات
1. 1 2 3 4  Werner, Christoph (2000). An Iranian Town in Transition: A Social and Economic History of the Elites of Tabriz, 1747-1848 (بالإنجليزية). Otto Harrassowitz Verlag. ISBN:978-3-447-04309-0. Archived from the original on 2025-01-05.
2. 1 2 3 4 5  Oberling (1995).
3. 1 2 3 4 5  Başçı (2019).
4. ↑  Rybakov, R. B., ed. (1995). История Востока: в шести томах (بالروسية). موسكو: Восточная Литература. Vol. 3. p. 443. ISBN:5-02-017913-2.
5. ↑  Kerborani، Bahadin Hawar (2021)، "Paying the Price of Dasht-i Karbala: Historical Perceptions of Yezidis in the Ottoman Era"، Kurds and Yezidis in the Middle East، I.B. Tauris، DOI:10.5040/9780755601226.ch-006، ISBN:978-0-7556-0119-6، S2CID:230526075، اطلع عليه بتاريخ 2021-06-06
6. ↑  Balilan Asl، Lida؛ Jafari، Elham (2013). "Khoy's Expansion from Early Islam to Late Qajar According to Historical Documents" (PDF). International Journal of Architecture and Urban Development. ج. 3 ع. 2: 25. مؤرشف من الأصل (PDF) في 2023-02-07. اطلع عليه بتاريخ 2021-04-10.
7. 1 2 3 4 5  Petrushevsky (1949).
8. ↑  "Khoy Bazaar in Iran's West Azarbaijan". Tasnim News. 1 مارس 2019. مؤرشف من الأصل في 2025-04-03. اطلع عليه بتاريخ 2021-05-09.
9. 1 2  Jones-Brydges، Hardford (1833). The dynasty of the Kajars. لندن. LCCN:05001740. مؤرشف من الأصل في 2021-11-03. اطلع عليه بتاريخ 2021-04-25.
10. 1 2 3 4  Tapper, Richard (2 Nov 2006). Frontier Nomads of Iran: A Political and Social History of the Shahsevan (بالإنجليزية). Cambridge University Press. ISBN:978-0-521-02906-3.
11. ↑  Jones-Brydges، Hardford (1833). The dynasty of the Kajars. لندن. LCCN:05001740. مؤرشف من الأصل في 2021-11-03. اطلع عليه بتاريخ 2021-04-25.Jones-Brydges, Hardford (1833). The dynasty of the Kajars. London. LCCN 05001740. Retrieved 25 April 2021.
12. 1 2  Werner, Christoph (2000). An Iranian Town in Transition: A Social and Economic History of the Elites of Tabriz, 1747-1848 (بالإنجليزية). Otto Harrassowitz Verlag. ISBN:978-3-447-04309-0. Archived from the original on 2025-01-05.Werner, Christoph (2000). An Iranian Town in Transition: A Social and Economic History of the Elites of Tabriz, 1747-1848. Otto Harrassowitz Verlag. ISBN 978-3-447-04309-0.
13. ↑  Bournoutian, George (29 Dec 2020). From the Kur to the Aras: A Military History of Russia's Move into the South Caucasus and the First Russo-Iranian War, 1801-1813 (بالإنجليزية). BRILL. ISBN:978-90-04-44516-1. Archived from the original on 2022-11-09.
14. ↑  Dubrovin, N. F. (1866). Закавказье от 1803-1806 года (بالروسية). سانت بطرسبرغ: Тип. Департамента уделов. p. 328.
15. ↑  Manoutchehr M. Eskandari-Qajar: Life at the Court of the Early Qajar Shahs, transl. and edit. from "Tarikh-e 'Azodi" by Soltan Ahmad Mirza 'Azod al-Dowleh, Mage Publishers, Washington 2014, pp. 140 ff.

## فهرس
- Başçı, Veysel (2019), "Dunbulî Beyliği Tarihi ve Tarihi Kronikleri [XIII-XVIII. YY.]", Kadim Akademi SBD (بالتركية), vol. 3, pp. 63–114, Archived from the original on 2023-12-09, Retrieved 2020-05-28
- Oberling، Pierre (1995)، "DONBOLĪ"، Encyclopedia Iranica، ج. VII، مؤرشف من الأصل في 2025-01-14
- Petrushevsky, Ilya Pavlovich (1949), Очерки по истории феодальных отношений в Азербайджане и Армении в XVI-начале XIX вв (بالروسية), Saint Petersburg State University

## قراءة إضافية
- Matthee، Rudi (10 يناير 2020). "Relations between the Center and the Periphery in Safavid Iran: The Western Borderlands v. the Eastern Frontier Zone". The Historian. ج. 77 ع. 3: 431–463. DOI:10.1111/hisn.12068. S2CID:143393018.